# Арка Долабеллы
Арка Долабеллы и Силана (лат. Arcus Dolabellae et Silani) или Арка Долабеллы — древнеримская арка. Построена по постановлению Сената в 10 году н. э. консулами Публием Корнелием Долабеллой и Гаем Юнием Силаном.
Арка находится на Целийском холме, на северном углу руин Castra Peregrina («чужеземного лагеря» — казарм для солдат из провинций) Арка ныне служит входом на улицу Via di S. Paolo della Croce.
Судя по расположению, арка построена на месте одних из ворот Сервиевой стены: возможно, Porta Querquetulana или же Porta Caelimontana.